# Tjizjevskoje Vodochranilisjtje
Tjizjevskoje Vodochranilisjtje (ryska: Чижевское Водохранилище) är en reservoar i Belarus.   Den ligger i voblasten Minsks voblast, i den centrala delen av landet, 7 km söder om huvudstaden Minsk. Tjizjevskoje Vodochranilisjtje ligger 184 meter över havet. Arean är 1,2 kvadratkilometer. Den sträcker sig 1,8 kilometer i nord-sydlig riktning, och 2,0 kilometer i öst-västlig riktning.
Trakten runt Tjizjevskoje Vodochranilisjtje består till största delen av jordbruksmark. Runt Tjizjevskoje Vodochranilisjtje är det ganska tätbefolkat, med 120 invånare per kvadratkilometer.